# Eutelichthys leptochirus
Eutelichthys leptochirus är en fiskart som beskrevs av Tortonese, 1959. Eutelichthys leptochirus ingår i släktet Eutelichthys och familjen Liparidae. IUCN kategoriserar arten globalt som otillräckligt studerad. Inga underarter finns listade i Catalogue of Life.